# Anthobothrium perfectum
Anthobothrium perfectum is een lintworm (Platyhelminthes; Cestoda). De worm is tweeslachtig. De soort leeft als parasiet in andere dieren.
Het geslacht Anthobothrium, waarin de lintworm wordt geplaatst, wordt tot de familie Phyllobothriidae gerekend. De wetenschappelijke naam van de soort werd voor het eerst geldig gepubliceerd in 1853 door van Beneden.